# Arnold Fanck
Arnold Fanck (Frankenthal, 6 marzo 1889 – Friburgo in Brisgovia, 28 settembre 1974) è stato un regista, sceneggiatore e produttore cinematografico tedesco.
È considerato un pioniere, se non l'inventore, del cosiddetto "cinema di montagna".

## Biografia
Laureato in geologia, nel 1920 Fanck fondò insieme alla guida alpina Deodatus Tauer la compagnia cinematografica Berg- und Sportfilm GmbH. Per essa scrisse e diresse una serie di pellicole ambientate in montagna, dove al fianco di un'attenzione quasi documentaristica per l'ambiente naturale imbastiva rudimentali trame narrative. Questa serie di pellicole contribuirono a lanciare le carriere dei direttori della fotografia Hans Schneeberger e Richard Angst e della futura regista Leni Riefenstahl in veste di attrice.
A partire dalla seconda metà degli anni '20 Fanck lavorò anche per altre compagnie, tra le quali l'UFA e la Universal Pictures. Con la salita al potere del Partito Nazista rifiutò di aderirvi, anche se non poté rinunciare ad inserire elementi propagandistici in alcune sue pellicole del tempo. Con la fine della seconda guerra mondiale riformò la sua casa di produzione, ma non riuscì a trovare finanziamenti per produrre nuove pellicole.

## Filmografia parziale
- Der Berg des Schicksals (1924)
- La montagna dell'amore (1926)
- Il grande salto (1927)
- La tragedia di Pizzo Palù (1929)
- Tempesta sul Monte Bianco (1930)
- Ebbrezza bianca  (1931)
- S.O.S. Iceberg (1933)
- La figlia del samurai (1937)
- L'incrociatore Dresda (1940)